# Megalepthyphantes
Megalepthyphantes là một chi nhện trong họ Linyphiidae.